# 保罗·阿里金
保罗·阿里金（英語：Paul Arizin，1928年4月9日—2006年12月12日），美国前职业篮球运动员。

## 生平
1950年至1962年效力于NBA费城勇士队，号称是跳投技术的发明者，NBA50大巨星之一，1956年曾率队夺得NBA总冠军，1978年进入篮球名人堂。
2006年12月12日在賓州春田市睡夢中過世。